# سیارک ۱۲۰۵۲
سیارک ۱۲۰۵۲ (به انگلیسی: 12052 Aretaon، نامگذاری:1997JB16) دوازده هزار و پنجاه و دومین سیارک کشف شده‌است که در ۳ مه ۱۹۹۷ کشف شد.
قدر مطلق سیارک برابر ۱۰۲٫۲ است.